# St. Marys (Georgia)
St. Marys ist eine Stadt im Camden County, Georgia, Vereinigte Staaten. Die Bevölkerung betrug 2000 13.761.

## Geografie
Laut dem United States Census Bureau hat St. Marys eine Fläche von 52,6 km², wovon 48,6 km² Land- und 4,0 km² (7,54 %) Wasserfläche sind.
Die nächste große Stadt ist Jacksonville, das 64 Kilometer im Süden liegt.

## Demografische Daten
Nach der Bevölkerungszählung von 2000 waren 13.761 Menschen, 4.837 Haushalte und 3.758 in der Stadt gemeldet. Die Bevölkerungsdichte betrug 283,4 pro Quadratkilometer. Nach rassischen Gesichtspunkten lebten in der Stadt 74,61 % Weiße, 19,99 % Afroamerikaner, 0,47 % Native Americans, 1,21 % Asiaten, 0,07 % Ozeanier und 3,65 % andere. Hispanier oder Latinos aus beliebigen Rassen machten 4,46 % der Bevölkerung aus.
Von den 4.837 Haushalten lebten in 47,8 % Kinder und Jugendliche unter 18 Jahren, in 59,8 % verheiratete Paare, in 14,2 % Frauen ohne Ehemann und 22,3 % waren keine Familien. 16,8 % aller Haushalte wurden durch Individuen gebildet und in 2,9 % der Fälle lebten Menschen von 65 Jahren oder mehr allein. Die durchschnittliche Anzahl von Bewohnern betrug 2,83 und die durchschnittliche Familiengröße war 3,18.
33,4 % der Einwohner waren unter 18, 11,2 % zwischen 18 und 24, 34,7 % zwischen 25 und 44, 15,6 % zwischen 45 und 64 und 5,2 % über 65. Das Durchschnittsalter war 28. Auf 100 Frauen kamen 97,8 Männer. Auf 100 Frauen über 18 kamen 95,3 Männer.
Das durchschnittliche Einkommen eines Haushalts betrug 42.087 US-$, das durchschnittliche Einkommen einer Familie 46.065 US-$. Männer hatten ein durchschnittliches Einkommen von 35.419 US-$, Frauen eines von 24.449 US-$. Das Pro-Kopf-Einkommen für die Stadt betrug 18.099 US-$. Etwa 9,6 % der Familien und 11,2 % der Bevölkerung befanden sich unter der Armutsgrenze, darunter 14,5 % derer unter 18 und 7,1 % der über 65.